# هاري آدامز
هاري آدامز (بالإنجليزية: Harry Adams) هو لاعب كرة قدم بريطاني (وحمل سابقاً جنسية المملكة المتحدة لبريطانيا العظمى وأيرلندا) في مركز حراسة المرمى، ولد في 1855 في المملكة المتحدة، وتوفي في 13 يوليو 1910 في المملكة المتحدة. شارك مع منتخب ويلز لكرة القدم. أما مع النوادي، فقد لعب مع Druids F.C. ‏.

## وصلات خارجية
- هاري آدامز على موقع قاعدة بيانات كرة القدم.إي يو (الإنجليزية)